# Cephaloon vandykei
Cephaloon vandykei is een keversoort uit de familie Stenotrachelidae. De wetenschappelijke naam van de soort is voor het eerst geldig gepubliceerd in 1934 door Hopping & Hopping.